# New Paths to Helicon, Pt. 2
A New Paths to Helicon, Pt. 2 (legtöbbször Helicon 2-ként említve) a Mogwai egy dala, valamint a New Paths to Helicon, Pt. 1/New Paths to Helicon, Pt. 2 kislemezük B-oldala, amelyet 1997 februárjában adott ki a Wurlitzer Jukebox az Egyesült Királyságban; a 7”-es hanglemez 3000 példányban jelent meg.
A szám szerepel a Ten Rapid (Collected Recordings 1996–1997) válogatásalbumon. A kislemez John Peel Festive 50s listáján a második helyen végzett.
A dalnak készült egy élő verziója is, amelyet 1998. január 20-án vettek fel Maida Vale-ben, John Peel BBC-rádióműsorában. A Ten Rapid (Collected Recordings 1996–1997) utolsó dala, az End ennek az alkotásnak a visszafele játszott változata. A szám szerepelt a Scottish Association for Mental Health 2004-es One-In-Four lemezén.

## Leírás
A szám egy halk gitárszólóval kezdődik, majd lassú dobjáték hallható, amelyek gitár és basszusgitár kíséretében ismétlődnek. 0:34-nél az egyik gitár átveszi a vezető szerepet, míg a másik lágy harmóniával játszik. 1:08-nál visszatérnek a fő szólamhoz, majd 1:42-nél egy erősebb, különböző rész következik, amely egészen 2:13-ig tart; ekkor újra a fő rész jön, majd a dalnak hirtelen vége szakad.

## Számlista
Az összes dal szerzője a Mogwai. 
| 1.   | New Paths to Helicon, Pt. 1 | 6:00 |
| 2.   | New Paths to Helicon, Pt. 2 | 2:51 |
| 8:51 |                             |      |

## Közreműködők

### Mogwai
- Stuart Braithwaite, John Cummings – gitár
- Dominic Aitchison – basszusgitár
- Martin Bulloch – dob

### Gyártás
- Andy Miller – producer, keverés

## Fordítás
Ez a szócikk részben vagy egészben  a   New Paths to Helicon, Pt. 2 című angol Wikipédia-szócikk ezen változatának fordításán alapul.  Az eredeti cikk szerkesztőit annak laptörténete sorolja fel. Ez a jelzés csupán a megfogalmazás eredetét és a szerzői jogokat jelzi, nem szolgál a cikkben szereplő információk forrásmegjelöléseként.